# Ја, Порфирије III с реке
„Ја, Порфирије III с реке” је југословенски кратки ТВ филм из 1980. године. Режирао га је Слободан Радовић а сценарио је написао Слободан Марковић.

## Улоге
| Глумац     | Улога |
| ---------- | ----- |
| Петар Краљ |       |